# 2129
2129 (ММCXXIX) е обикновена година, започваща в събота според григорианския календар. Тя е 2129-ата година от новата ера, сто двадесет и деветата от третото хилядолетие и десетата от 2120-те.